# Inge Nilsson
Inge Nilsson   (13 de juny de 1926 - 4 de febrer de 2017) fou un atleta suec, especialista en curses de velocitat, que va competir durant la dècada de 1940.
En el seu palmarès destaca una medalla d'or en la prova del 4x100 metres al Campionat d'Europa d'atletisme de 1946. Formà equip amb Stig Danielsson, Olle Laessker i Stig Håkansson. També guanyà dos campionats nacionals del 4x100 metres, el 1945 i 1948.